# 1987년 삼성 라이온즈 시즌
1987년 삼성 라이온즈 시즌은 삼성 라이온즈가 KBO 리그에 참가한 6번째 시즌이다. 박영길 감독이 팀을 이끈 첫 시즌이며, 팀은 타선의 맹활약으로 전기리그와 후기리그에서 모두 1위를 차지하며 한국시리즈에 직행했다. 그러나 김일융의 일본 복귀, 성준의 방위복무, 황규봉의 코치 승격 등의 이유 탓인지  투수력이 붕괴되어  한국시리즈에서 해태 타이거즈에게 4전 4패를 당하며 통합 준우승에 머물렀는데 그나마 김시진을 빼면 주력투수층이 사이드암이었다.
상황이 이렇다 보니 삼성은 해태 원년멤버 강만식 영입을 희망했으나 뜻대로 이뤄지지 않았고 강만식은 1989년 5월 13일이 되어서야 삼성 유니폼을 입을 수 있었는데 당시 삼성은 김시진과 맞바꿔 영입시킨 최동원이  트레이드 거부 의사를 밝힌 채 연봉 재계약을 차일피일 미루면서 훈련까지 불참하는 행보를 보이다 구단의 끈질긴 설득을 통하여 이 해 6월 23일 연봉 재계약을 마쳤지만 1승 2패에 그쳐 투수 확보에 비상이 걸린 상태였다.
하지만, 강만식은 삼성 이적 후 1989년 5경기 1패에 그쳐 이 해를 끝으로 은퇴했으며 삼성은 김시진이 1988년을 끝으로 팀을 떠난 뒤 1993년 김상엽(11선발승) 이전까지 유명선(1989년 12선발승)을 빼면 우완 정통파 투수가 두자릿수 선발승을 기록하지 못했고 그나마 삼성은  또다른 우완 정통파 투수이자 1985년 14선발승으로 커리어 유일 두자릿수 선발승을 기록한 원년 개막전 선발투수 황규봉이 1987년  코치로 승격했는데 사생활 문제 때문에  구단으로부터 미운털이 찍혔다.
이에 편송언 당시 구단 사장과 1988년 말 3년 계약으로 취임한 정동진 감독이  황규봉 코치의 2군행을 놓고 마찰을 빚었으며 이 과정에서 1986년 11월 26일부터 3년 계약을 맺었던 황규봉 코치가 1989년 시즌 후 전속계약 종료와 함께 외국 유학을 떠나면서 구단과 작별했고  그 이후 프로야구계와 인연을 끊었으며  정동진 감독은 앞서 본 것처럼 사생활 문제로 물의를 일으킨 황규봉 1군 투수코치의 2군행을 요구한 편송언 사장과 마찰을 빚은 것 외에도 1990년 한국시리즈의 패퇴 탓인지 계약기간을 1년 남겨둔 채 같은 해 시즌 후 해임됐다.

## 타이틀
- KBO MVP : 장효조
- KBO 골든글러브 : 김시진 (투수), 이만수 (포수), 김성래 (2루수), 류중일 (유격수), 장효조 (외야수)
- 올스타 선발 : 이만수 (포수), 김성래 (2루수), 류중일 (유격수), 장효조 (외야수)
- 올스타전 추천선수 : 김시진, 오대석, 장태수 (1957년)
- 컴투스프로야구 내일은 MVP 라인업: 장효조 (중견수)
- 컴투스프로야구 80년대 올스타: 김성래 (2루수)
- 컴투스프로야구 80년대 삼성 라이온즈 라인업 : 류중일 (유격수)
- 타율 : 장효조 (0.387)
- 홈런 : 김성래 (22)
- 타점 : 이만수 (76)
- 출루율 : 장효조 (0.461)
- 장타율 : 이만수 (0.579)
- 희생플라이 : 이만수 (7)
- OPS : 이만수 (1.010)
- 타자 WAR : 이만수 (5.29)
- 공격 WAR : 이만수 (5.60)
- 루타 : 김성래 (190)
- 다승 : 김시진 (23)(21선발승)

## 선수단
- 선발투수 : 김시진, 진동한, 양일환, 성준, 김기태, 박동경, 최진영, 권기홍
- 구원투수 : 전용권, 이척기, 김준희
- 마무리투수 : 권영호, 김훈기, 김성길, 장태수 (1964년)
- 포수 : 이만수, 손상득, 박정환, 이성근
- 1루수 : 이종두, 박승호, 홍순호
- 2루수 : 김성래, 김동재, 함학수
- 유격수 : 류중일
- 3루수 : 오대석, 김용국
- 좌익수 : 허규옥
- 중견수 : 장태수 (1957년), 김종갑
- 우익수 : 장효조, 최무영, 구윤
- 지명타자 : 홍승규, 정성룡, 김정수

## 여담
- KBO 리그 역대 최초의 전용 훈련장인 경산 훈련장이 건립되었다.
- 김성길은 KBO 리그 역대 최초로 해외에서 고등학교를 졸업한 투수이자 KBO 리그 역대 최초의 고졸 용병 투수다.
- 장태수는 올스타전에서 두 번의 타석에서 모두 볼넷으로 출루했다.
- 김시진은 올스타전에서 승리 투수가 되어 KBO 올스타전 사상 통산 최다승(3) 투수가 되었다.
- 이 시즌 팀은 희생 번트 26회에 그쳐 KBO 리그 사상 단일 시즌 최소 희생 번트를 기록했다.
- 김시진은 이 시즌에 KBO 리그 사상 최초로 KBO 리그 통산 100승을 달성했으며 구단 사상 최초로 삼성 라이온즈 소속으로 통산 1000이닝을 달성했다.
- 이만수는 KBO 포스트시즌 사상 처음으로 통산 100타석을 달성했다.
- 팀은 한국시리즈에서 전패를 당한 역대 최초의 팀이 되었다.
- 팀은 wRC+ 134.9로 단일 시즌 팀 최고 wRC+ 기록을 세웠다.

## 같이 보기
- 1990년 삼성 라이온즈 시즌